# 2321 Lužnice
A 2321 Lužnice (ideiglenes jelöléssel 1980 DB1) a Naprendszer kisbolygóövében található aszteroida. Zdenka Vávrová fedezte fel 1980. február 19-én.